# Luigi Poggi (calciatore)
Luigi Dino Poggi (Genova, 22 giugno 1911 – Genova, 27 febbraio 1944) è stato un calciatore italiano, di ruolo difensore.
Era noto come Poggi I per distinguerlo dal fratello Ernesto Matteo, anch'egli calciatore e noto come Poggi II. Morì nel 1944, in seguito a un attacco di setticemia.

## Carriera
Difensore impiegato come terzino, esordì con la Dominante, formazione genovese con cui disputò tre campionati (due in Divisione Nazionale e uno nella neonata Serie B). Nel 1930 si trasferì al Genova 1893, con cui debuttò in Serie A il 28 settembre 1930 nella partita Legnano-Genova 2-1. Con i rossoblu disputò cinque campionati consecutivi, di cui quattro nella massima serie, collezionando 54 presenze e 5 reti (tutte realizzate nell'ultima stagione di Serie B 1934-1935).
Dopo la promozione del Genova in Serie A, nel 1935, si trasferì alla Sampierdarenese; a causa del servizio militare, in due stagioni collezionò un'unica presenza, che sarà anche l'ultima in Serie A, il 26 gennaio 1936 contro il Napoli. Nel 1937 lasciò per la prima volta Genova militando per una stagione nel Modena (con cui contribuì alla promozione in Serie A pur frenato da un lungo infortunio) e per una nella Fiorentina, entrambe in Serie B. Nel 1939 scese ulteriormente di categoria, trasferendosi per una stagione al Piacenza, in Serie C; a fine stagione venne posto in lista di trasferimento, e nel gennaio 1941 viene ingaggiato dall'Alessandria, con cui tuttavia non scese mai in campo. Lasciata la formazione piemontese, chiuse la carriera nella Polisportiva Manlio Cavagnaro di Sestri Ponente, sempre in terza serie.

## Palmarès
- Serie B: 3

Genova 1893: 1934-1935
Modena: 1937-1938
Fiorentina: 1938-1939